# Giuseppe Caprin

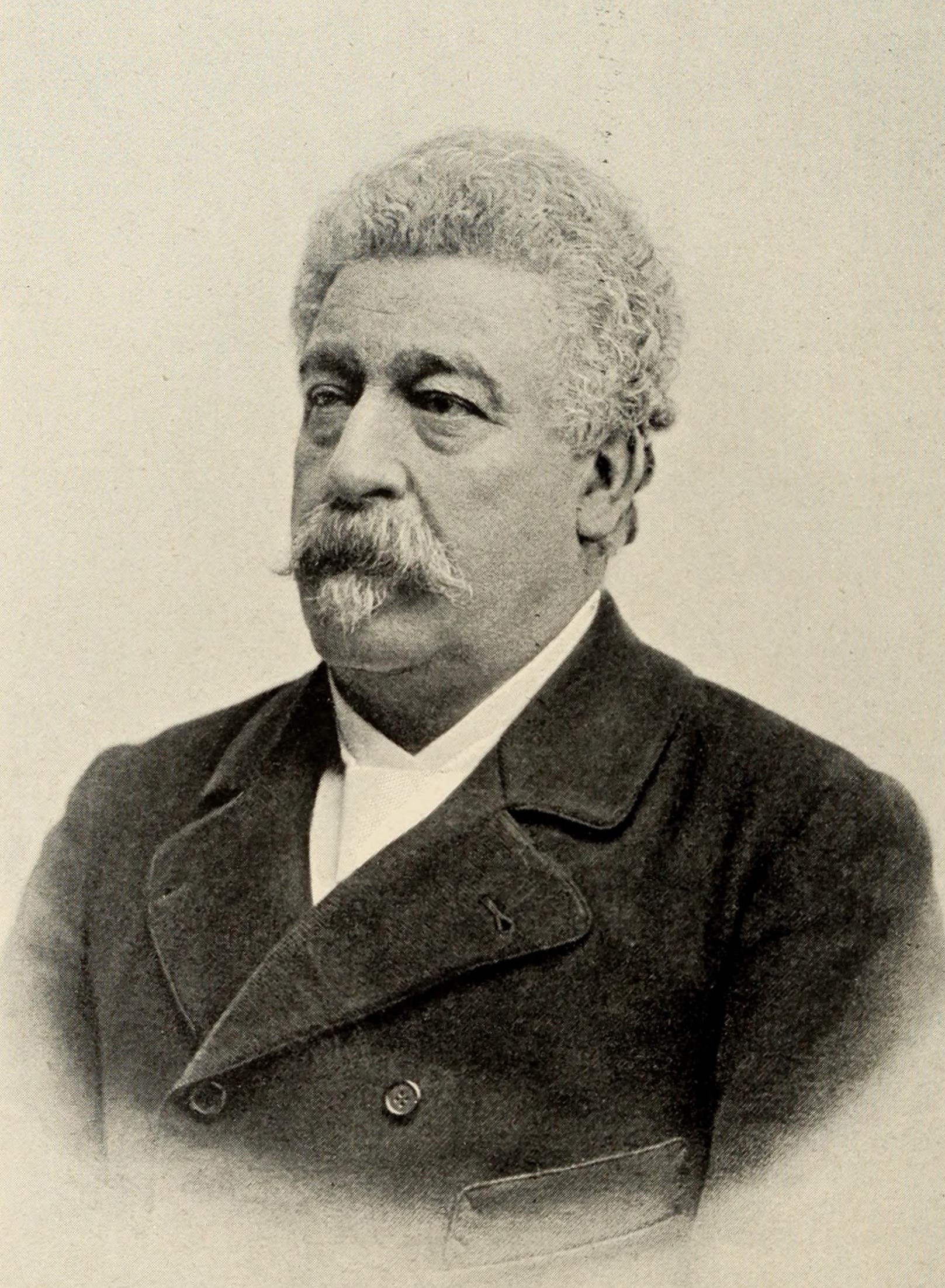
Giuseppe Caprin

Giuseppe Caprin (Trieste, 16 maggio 1843 – Trieste, 15 ottobre 1904) è stato uno scrittore italiano, giornalista e patriota, combatté con Giuseppe Garibaldi e fu ferito a Bezzecca (1866).

## Biografia
Nato a Trieste da Giuseppe e Teresa Guardianich. Dopo studi commerciali si dedicò al giornalismo. Lasciò la città nel 1866 per seguire Garibaldi. Ferito gravemente a Bezzecca fece ritorno a Trieste continuando a dedicarsi al giornalismo, la tipografia e l'editoria. Collaborò  con varie testate giornalistiche fino a diventare direttore del quotidiano liberal-nazionale L'Indipendente.
Ottenne due volte il premio municipale di storia patria istituito da Domenico Rossetti De Scander: nel 1892 per Tempi andati e nel 1902 per Il Trecento a Trieste.
L'ultima sua opera, L'Istria nobilissima, fu pubblicata postuma dalla moglie Caterina Croatto-Caprin.

## Opere principali
- Sfumature (1876)
- A suon di campane (1877)
- I nostri nonni (1888)
- Marine istriane - Lagune di Grado (1890)
- I tempi andati (1891)
- Pianure friulane (1892)
- Alpi Giulie (1895)
- Il Trecento a Trieste (1897)
- Il teatro nuovo (1901)
- L'Istria nobilissima (1905)